# 宣秉
宣秉（前1世紀—30年），字巨公。司隷馮翊（左馮翊）雲陽县（陝西省淳化县）人，两汉之际政治人物，子宣彪。

## 生平
| 姓名         | 宣秉                                                                |
| 時代         | 西汉時代 - 东汉時代                                                 |
| 生没年       | 生年不詳 - 30年（建武六年）                                         |
| 字 別号      | 巨公（字）                                                          |
| 出身地       | 司隷馮翊（左馮翊）雲陽县                                            |
| 職官         | 侍中〔更始〕→御史中丞〔东汉〕 →司隷校尉〔东汉〕 →大司徒司直〔东汉〕 |
| 爵位・号等   |                                                                     |
| 陣营・所属等 | 更始帝→光武帝                                                       |
| 家族・一族   | 子：宣彪                                                            |

年轻是被人评价修养高節，在三輔著名。
漢哀帝、漢平帝时，王莽专横，削除宗室权限，宣秉发现了反乱的征兆，宣秉隐遁到深山中，州郡征召，他称病不出。王莽招請他为宰衡之位，他也是不答应。王莽建新朝，再派遣使者招請，他还是拒绝。
更始元年（23年），更始帝劉玄即位，宣秉应征，担任侍中。
建武元年（25年），光武帝劉秀任命他为御史中丞。光武帝特詔御史中丞、司隷校尉、尚書令在会議时，享受专門的座席，京師洛陽人称之为「三独座」。建武二年（26年）、宣秉昇進为司隷校尉。宣秉把握職務的重要部分，簡略些細煩雑部分，得到了属僚的尊敬。建武四年（28年），被任命为大司徒司直。
建武六年（30年），在任上去世，光武帝非常惋惜。任用其子宣彪为郎。

### 人物像
宣秉性格節約，常服布被、蔬食瓦器。光武帝到宣秉家探望，感叹说「楚国二龔不如云阳宣巨公」。俸禄用于收养親族，其中孤独弱者，他分与田地，自己不蓄積财产。

## 子
宣彪，光武帝任用为郎，官至玄菟郡太守。

## 注
1. ↑  原文「務举大綱、簡略苛細」
2. ↑  班固《漢書》卷72列传42记載的前漢政治人物龔勝、龔舍，以品行清貧著称
3. ↑  《东观汉记·卷十四·传九》

## 延伸阅读
[在维基数据编辑]
 《後漢書·卷27》，出自范晔《後漢書》
 《東觀漢記》